# Azulejería de la fonda de la estación de ferrocarril de Alcázar de San Juan
La azulejería de la antigua fonda de la estación de ferrocarril es un bien cultural de la localidad española de Alcázar de San Juan, en la provincia de Ciudad Real. Cuenta con la calificación de elemento de interés patrimonial.

## Historia
En el año 1848 se abrió al tráfico la primera línea ferroviaria en suelo peninsular entre Barcelona y Mataró. En 1854 se terminó el tramo que unió las localidades de Tembleque con Alcázar de San Juan, en el contexto del proyecto de construcción del ferrocarril al Mediterráneo que uniría Madrid con Alicante en 1858. En 1860 se sumó a esta línea otra que, partiendo de Alcázar de San Juan, conectaba con Manzanares y proseguía hacia el sur. Se creaba así una encrucijada que condujo al replanteamiento de las instalaciones originales construidas pensando en la comunicación con Alicante.
En 1861 se amplió el edificio de viajeros para albergar el nuevo servicio de fonda, destinado a venta de comestibles y bebidas a los viajeros. A mediados de la década de 1920 mejorarían los accesos a las instalaciones ferroviarias desde la propia población. La construcción del pabellón de entrada y del paso inferior serían determinantes para el futuro de la fonda. En la década de 1980 se llevó a cabo una profunda remodelación que afectó a la azulejería; un artículo de junio de 1985 sostiene que para conservar los famosos mosaicos con motivos de Don Quijote que adornan varias dependencias del citado edificio se desmontaron los muros en los que estaban colocados para situarlos en los nuevos lugares elegidos como una pieza prefabricada, a fin de evitar el deterioro que se hubiera producido en ellos de arrancarlos uno a uno.
Los paneles de azulejos que decoran la fonda y sala de espera de la estación del ferrocarril de Alcázar de San Juan proceden del taller de Mensaque Rodríguez en Triana. Su origen hay que buscarlo en la relevancia que adquirieron los talleres trianeros con motivo de la Exposición Iberoamericana de 1929. En especial, fue determinante la decoración con motivos quijotescos efectuada en el parque sevillano de María Luisa. Los ceramistas tomaron como modelo las ilustraciones creadas por José Jiménez de Aranda para la edición del Quijote de 1905, año en que se celebraba el III Centenario de la publicación de la primera parte del Quijote. La gran afluencia de público a Sevilla con motivo de la Exposición trajo consigo el incremento de encargos a los talleres azulejeros y, en especial, popularizó la serie quijotesca.
El encargo de los paneles quijotescos para la estación de tren de Alcázar de San Juan debe ponerse en relación con las obras de mejora de las instalaciones efectuadas a mediados de la década de 1920. Los azulejos se dividen en dos espacios claramente separados: la fonda y la sala de espera (que en su día fue salón de la fonda). El primero de ellos tiene planta rectangular, unas dimensiones de 18 metros de largo y 9 metros de ancho. Cuenta con cuatro puertas enfrentadas en sus lados largos, y otras dos puertas en sus lados cortos. Las dos puertas del muro oeste comunicaban con la sala de espera, pero actualmente solo uno de ellos cumple esa función, en tanto que el otro está tapiado. Los paneles se sitúan formando zócalos interrumpidos por los vanos, de tal modo que el espacio de la fonda cuenta con un total de doce paneles.

## Descripción
La sala de espera tiene unas dimensiones de 4,30 metros de largo x 9 metros de ancho. Cuenta con una ventana en el muro sur, una puerta en el muro norte y la puerta que comunica con la fonda y una chimenea en el muro de carga compartido con la fonda. En este caso, hay un total de cuatro paneles que se disponen a ambos lados de las puertas y en las jambas, y bajo la ventana. Todos los paneles tienen una altura de once filas de azulejos (1.47 m) y una anchura variable en función de los huecos existentes entre los vanos de la fonda y de la sala de espera de viajeros. De abajo hacia arriba, su composición es la siguiente:
- Fila 1.- Una cinta corrida compuesta por azulejos de arista de 20 x 6 cm que representan arquillos pintados en blanco con interior relleno de azul, en clara relación con las conocidas ovas renacentistas.
- Fila 2.- Azulejos de arista que forman una cenefa corrida vegetal con una flor geométrica azul y un rombo azul relleno de marrón, alternados como motivos centrales. Arriba y abajo, un filete verde enmarca la cenefa. Este motivo se repite en la fila 10 y en el primer y último azulejo de las filas 3, 4, 5, 6, 7, 8 y 9, configurando un marco que alberga al resto de los azulejos de esas filas.
- Filas 3, 5, 7 y 9.- Integradas por la repetición alternativa de dos azulejos de arista. El primero de ellos tiene representado un rombo que contiene una flor verde, y en cada una de las esquinas del azulejo sendas flores dobles que encuentran su continuación en el siguiente modelo de azulejo. El segundo tipo contiene un rectángulo central apaisado que alberga una doble campánula verde sobre fondo azul. El primer y último azulejos de la fila son idénticos a los de la fila 2, y forman parte del marco general del zócalo.
- Filas 4, 6 y 8.- El primer y último azulejos de la fila son idénticos a los de la fila 2, y forman parte del marco general del zócalo. A continuación se alterna un azulejo de arista del tipo de rectángulo con campánulas, colocado en vertical, y una olambrilla de cuerda seca de 14x13 cm, que representa una escena de El Quijote, tomando como muestra los dibujos efectuados por José Jiménez Aranda en 1905. Todas las escenas son diferentes.
- Fila 10.- Compuesta por la repetición alternativa de azulejos con grutescos que alternan una cabeza humana con el cráneo de un carnero, unidos por guirnaldas vegetales de color azul, verde y marrón.
- Fila 11.- Moldura cerámica estrecha vidriada en verde que consta de un collar de perlas que da paso a hojas en relieve.[1]

### Paneles de la fonda
Un total de 2645 azulejos conservados (268 con motivos quijotescos) y 15 (2 quijotescos) destruidos, que se reparten en doce paneles.
- Panel 1.- Situado en el muro que separa la fonda de la sala de espera, en el espacio existente entre las dos puertas. 451 azulejos (11 filas x 41 azulejos en cada fila), 57 de ellos con motivos quijotescos. Buen estado de conservación.
- Panel 2.- Ocupa la estrecha franja que se corresponde con la jamba derecha de la puerta de acceso a la sala de espera, con una anchura de 2 azulejos (22 azulejos en total); continúa recorriendo la pared norte de la fonda con una anchura de 16 azulejos (176 azulejos en total de los que 21 son escenas quijotescas), y termina forrando la jamba interior del primer vano de la pared norte con una anchura de 2 azulejos (22 azulejos en total). Arroja un total de 220 azulejos.
- Panel 3.- Sigue el esquema del anterior, con 22 azulejos en la jamba derecha del primer vano, un zócalo de 176 azulejos de los que 21 son escenas quijotescas, y otros 22 azulejos que forran la jamba izquierda del segunda vano.
- Panel 4.- Tiene las mismas dimensiones y características que el panel 3.
- Panel 5.- Tiene las mismas dimensiones y características que los paneles 3 y 4. No obstante, la azulejería se encuentra afectada por un tabique de medio pie que se le adosó en su día y que en la actualidad está parcialmente demolido.
- Panel 6.- Similar al panel 2, ocupa la jamba derecha del cuarto vano del muro norte con una anchura de 2 azulejos (22 azulejos en total), un zócalo que en origen tenía 143 azulejos completos de los cuales 18 tenían escenas quijotescas, y la jamba izquierda del primer vano del muro este de la fonda con 2 azulejos de ancho (22 azulejos en total). Se encuentra muy dañado. Hay un boquete que ha destruido 15 azulejos de las filas 2, 3, 4 y 5 (incluidos 2 quijotescos). Parte del panel está oculto por lo que parece ser un antiguo cuadro de contadores.
- Panel 7.- Panel de 77 azulejos de los que 9 tienen motivos quijotescos. Muy afectado por el espacio en el que estaba situada la barra de la fonda. La última fila presenta roturas, hay un listón de madera taladrando la fila 8 y los azulejos de la fila 1 presentan desconchones.
- Panel 8.- Similar al panel 6, ocupa la jamba derecha del segundo vano del muro este con una anchura de 2 azulejos (22 azulejos en total), un zócalo de 143 azulejos de los cuales 18 tienen escenas quijotescas, y la jamba izquierda del primer vano del muro sur de la fonda con dos azulejos de ancho (22 azulejos en total). En esta jamba los azulejos se encuentran dañados, posiblemente por el contacto con las batientes de madera del vano, y ha desaparecido un azulejo de la fila 5.
- Panel 9.- Tiene las mismas dimensiones y características que los paneles 3 y 4 y 5. Junto a él se situaba un vano de paso que ha dejado marcas en los azulejos.
- Panel 10.- Tiene las mismas dimensiones y características que los paneles 3 y 4, 5 y 9.
- Panel 11.- Tiene las mismas dimensiones y características que los paneles 3 y 4, 5, 9 y 10.
- Panel 12.- Similar al panel 2. Forra la jamba interior del primer vano de la pared norte con una anchura de 2 azulejos (22 azulejos en total); continúa recorriendo la pared norte de la fonda con una anchura de 16 azulejos (176 azulejos de los que 21 son escenas quijotescas); y ocupa la estrecha franja que se corresponde con la jamba derecha de la puerta de acceso a la sala de espera, con una anchura de 2 azulejos (22 azulejos en total). Arroja un total de 220 azulejos.[1]

### Paneles de la sala de espera
Un total de 1179 azulejos conservados (110 con motivos quijotescos) y 44 medios azulejos, que se reparten en cuatro paneles.
- Panel 1.- Situado en el muro sur de la sala de espera, bajo una ventana. Tiene 341 azulejos (31 azulejos x 11 filas), de los cuales 14 tienen motivos quijotescos. La fila 1 está parcialmente tapada por el recrecido del solado de la sal de espera.
- Panel 2.- Ocupa el muro que separa la sala de espera de la fonda. La azulejería arranca de la jamba derecha del vano que comunica ambos espacios (tres azulejos y medio de anchura y las 11 filas de altura, de los que 3 son quijotescos) y cubre todo el recorrido del muro hasta su conexión con la esquina este. El vano sur que conectaba las dos salas está tapiado y cubierto por la azulejería. A continuación de la jamba, se desarrolla el panel de 11 filas y 51 azulejos de anchura que se encuentra interrumpido por el hueco de una chimenea o estufa, que supone la eliminación de 35 azulejos. El número total de azulejos que lo componen es de 486, de los cuales 63 tienen motivos quijotescos.
- Panel 3.- Se inicia en la jamba interior izquierda de la puerta que comunica con la fonda (3,5 azulejos de anchura y las 11 filas de altura, de los que 3 azulejos tienen motivos quijotescos); continúa con 2 azulejos de anchura en la jamba exterior; luego un zócalo de 16 azulejos de ancho (21 con motivos quijotescos), y finaliza en la jamba interior del vano del muro norte con 2,5 azulejos de anchura. La suma total de azulejos es de 253 azulejos completos de los que 24 son quijotescos, y 22 medios azulejos.
- Panel 4.- El último de los paneles se inicia en la jamba interior izquierda de la puerta del muro norte, con 2,5 azulejos de anchura, y continúa con un zócalo de 7 azulejos de ancho, lo que arroja un total de 99 azulejos completos de los que 6 son quijotescos, y 11 medios azulejos.[1]

## Estatus patrimonial
El 21 de octubre de 2016, la «Azulejería de la Antigua Fonda de la Estación de Ferrocarril» fue declarada elemento de interés patrimonial (EIP), en una resolución publicada el 3 de noviembre de ese mismo año en el Diario Oficial de Castilla-La Mancha. De forma paralela, en 2018 se acometieron las obras de restauración de la fonda para su uso como centro cultural.